# Galagania
- Commons
- Wikispecies

Galagania é um género botânico pertencente à família Apiaceae.
1. ↑  «Galagania — World Flora Online». www.worldfloraonline.org. Consultado em 19 de agosto de 2020